# Гудимов, Юрий Яковлевич
Гудимов Юрий Яковлевич (15 октября 1936, Киев, Украинская ССР — 30 января 1997, Симферополь) — советский военный деятель, генерал-майор.

## Биография
В 1957 году окончил Днепропетровское военное зенитно-артиллерийское училище.  С должности командира огневого взвода перешел на комсомольскую работу.  Служил в должности первого заместителя начальника политуправления в Сибирском военном округе. Занимал крупные должности в политорганах Советских Вооруженных Сил – начальника политического отдела корпуса, первого заместителя Сибирского и Киевского военных округов. В 1975 году передислоцирован в Симферополь. С 1980 года начальник Симферопольского высшего военно-политического строительного училища, ушёл в отставку в 1991 году.
Избирался делегатом XV съезда ВЛКСМ (1966) и делегатом XXVI съезда КПСС (1981). После увольнения в запас в 1992 году работал помощником депутата Верховной Рады Крыма. 
Кавалер Ордена Красной звезды, медалей вооруженных сил СССР. 